# Nonhelema
Nonhelema Hokolesqua (c. 1718 -1786), née en 1718 dans le Chalakatha (Chilliothe), une division de la nation Shawnee, a passé sa jeunesse en Pennsylvanie. Son frère Cornstalk et sa mère métis Katee ont accompagné son père Okowellos en Alabama en 1725. Leur famille est retournée en Pennsylvanie dans les cinq années suivantes.
En 1750, Nonhelema était une chef shawnee. Elle a migré avec son frère Cornstalk en Ohio et a fondé quelques villages.
Nonhelema, connu comme une guerrière, mesurait 198 cm. Certains l'appelaient "La Grenadière" ou "La  squaw Grenadière ", en raison de la haute taille des grenadiers du XVIIIe siècle.
Nonhelema a eu trois maris. Le premier était un Shawnee. Le troisième était le chef shawnee Moluntha. Elle a eu un fils, Thomas McKee, né de sa relation avec l'agent aux affaires indiennes, le colonel Alexander McKee, puis un autre fils, le capitaine Butler/Tamanatha, né de sa relation avec le colonel Richard Butler.
Nonhelema était présente à la bataille de Bushy Run en 1764. Elle et son frère, Cornstalk, avaient choisi la neutralité lorsque leurs terres étaient devenues le théâtre de la guerre d'indépendance américaine. Lors de l'été 1777, Nonhelema a averti les Américains que des groupes shawnee s'étaient rendus à Fort Détroit pour rejoindre les Britanniques. À la suite du meurtre de son frère Cornstalk en 1777 à Fort Randolph, Nonhelema a continué de soutenir les Américains, avertissant Fort Randolph et Fort Donnally de l'imminence d'attaques. Elle a déguisé Philip Hammond et John Pryor en tenues d'Indiens, afin qu'ils puissent parcourir 160 km pour se rendre à Fort Donnally et donner l'alerte. En représailles, ses troupeaux de bétail ont été tués. Nonhelema a conduit ses partisans vers Coshocton, près du chef lenape White Eyes.
En 1780, elle a servi de guide et de traductrice pour Augustin de La Balme lors de sa campagne pour prendre la région de l'Illinois.
En 1785, Nonhelema a demandé au Congrès 1 000 hectares de terres dans l'Ohio, à titre de rémunération pour ses services qu'elle avait rendus au cours de la guerre d'indépendance. Au lieu de cela, le Congrès lui a accordé une pension sous forme de rations alimentaires quotidiennes, et de couvertures et vêtements.
Nonhelema et son mari Moluntha ont été capturés par le général Benjamin Logan en 1786. Moluntha a été tué par un soldat américain, et Nonhelema a été détenue à Fort Pitt. Là, elle a participé à la rédaction d'un dictionnaire shawnee. Elle a été libérée, mais elle morte en décembre 1786.

## Dans les œuvres de fiction
Nonhelema est le sujet de Warrior Woman, un roman écrit en 2003 par James Alexander Thom et sa femme Dark Rain Thom.
Elle est incarnée par Karina Lombard en novembre 2016 dans épisode "Le Protocole" de la série de NBC Timeless.